# Tea Party-beweging

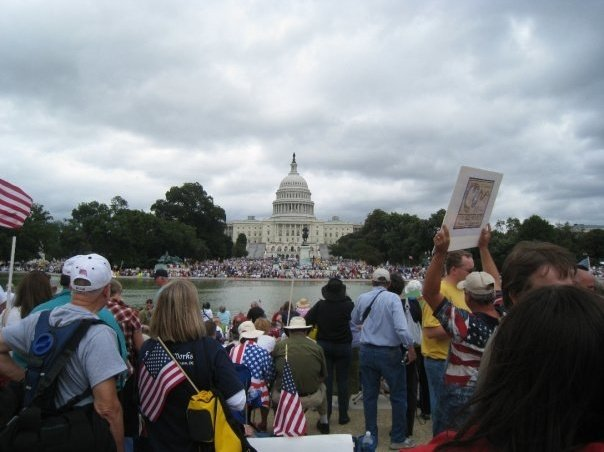
Tea Party-protestbijeenkomst in Washington, DC

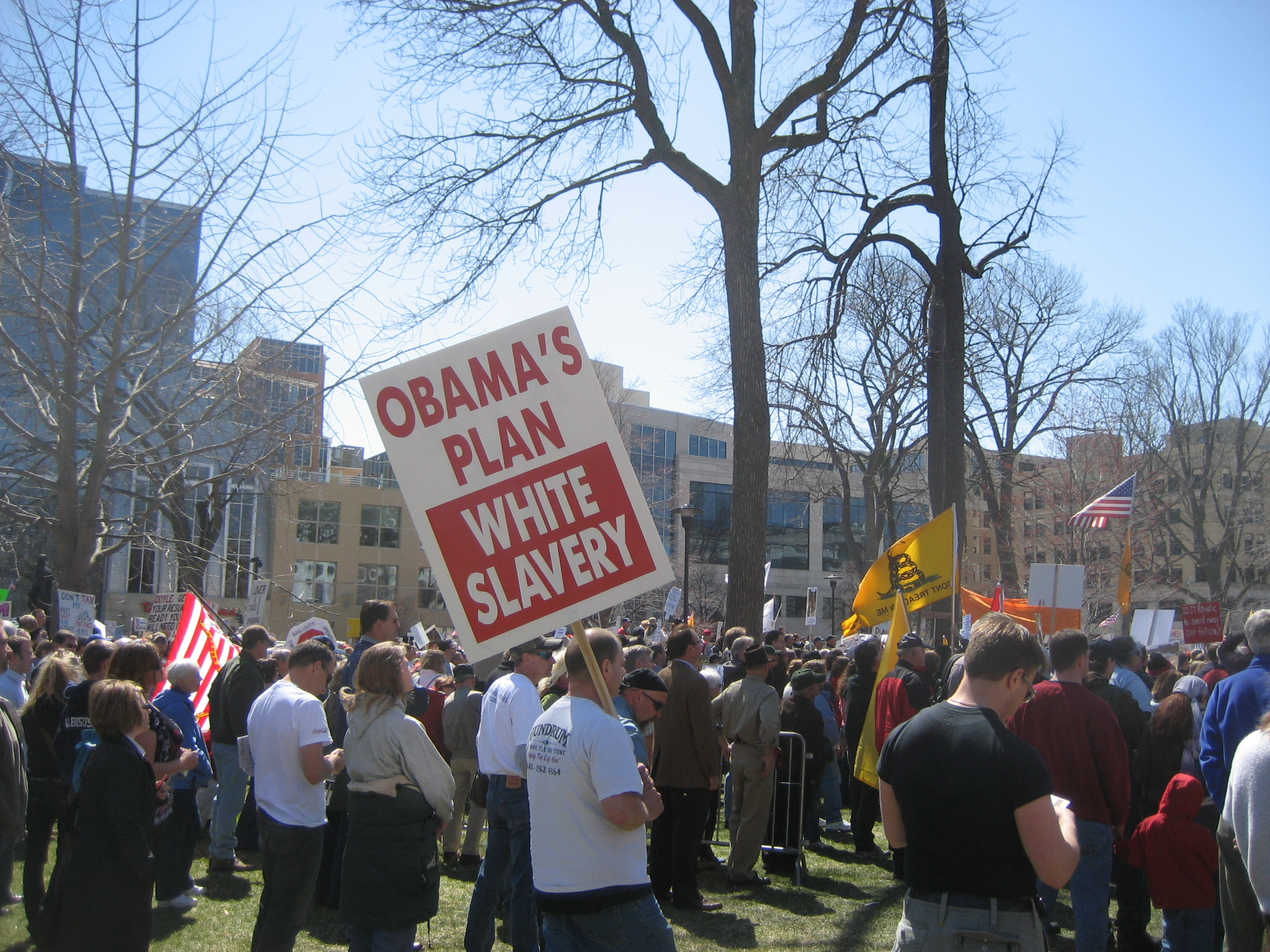
Protestbord bij een Tea Partydemonstratie: "Obama's plan: witte slavernij".

De Tea Party-beweging is een Amerikaanse politieke protestbeweging van rechtse signatuur, die in 2009 opgeld deed en in de jaren daarna met succes campagne voerde voor de eigen kandidaten voor diverse ambten. In 2010 kon de Tea Party een kwart van de volwassen bevolking van de VS tot haar sympathisanten rekenen.
Deze beweging, aanvankelijk vooral conservatief/libertarisch van toon en inhoud, werd opgericht naar aanleiding van onder andere belastingmaatregelen in de Verenigde Staten ten behoeve van het economisch reddingsplan dat na de economische neergang van 2008 werd aangenomen en uitgevoerd.

## Oprichting
De Tea Party-beweging dankt haar naam aan de Boston Tea Party van 1773, die een aanzet gaf tot de Amerikaanse Revolutie. Het thema van de Boston Tea Party werd al langer gebruikt door activisten die zich sterk maken voor lagere belastingen, onder meer in het kader van de belastingdagprotesten (Tax Day protests) van de jaren 90 van de 20e eeuw en daarvoor. Recenter is het libertarische thema van de "tea party" opnieuw onder de aandacht gebracht door de aanhangers van Ron Paul. Zo organiseerden zij onder andere donatie-evenementen tijdens de presidentiële voorverkiezingen.
De verwijzing naar de tegen belastingen op thee gerichte Tea Party zette zich voort in een oproep in januari 2009 van een aandelenhandelaar om theezakjes naar congresleden te sturen als protest tegen de overheidsuitgaven in het kader van het economisch reddingsplan.
Een maand later riep de economie-verslaggever van de Amerikaanse zender CNBC tijdens een verslag op tot het houden van een Tea Party in Chicago als protest tegen de maatregelen van de regering om huiseigenaren die hun hypotheek niet meer konden betalen te beschermen en financieel te helpen. Kort nadat dit verslag breder bekend werd werden protestbewegingen opgericht en websites geopend, waarbij de benaming Tea Party meer en meer in gebruik werd genomen.
Sindsdien dragen diverse organisaties de term in hun naam, zoals de Tea Party Nation, de Tea Party Express, de Nationwide Tea Party Coalition en de Tea Party Patriots.

## Invloed
In de zomer van 2009 werden diverse Tea Parties gehouden. De protestbijeenkomsten begonnen op 15 april, de datum waarop in de VS de belastingaangifte binnen moet zijn bij de Amerikaanse belastingdienst (IRS). De zomer culmineerde in de 9/12 Tea Party op 12 september 2009 in Washington D.C., waar volgens de laagste schattingen zo'n 200.000 mensen bijeenkwamen. Sommige commentatoren en politici zoals Glenn Beck en Sarah Palin steunen de doelstellingen van de Tea Party.
Tijdens verkiezingen voor het congres en lokale verkiezingen in diverse staten van de Verenigde Staten hebben kandidaten met connecties in de Tea Party-beweging of kandidaten die door de beweging gesteund worden meerdere onverwachte overwinningen bereikt.
In januari 2010 werd in het overwegend Democratische Massachusetts de door de Tea Party-beweging gesteunde Scott Brown, een Republikein gekozen in de Amerikaanse Senaat om de zetel van de overleden Democraat Edward Kennedy te vullen. Door Browns verkiezing raakte de Democratische Partij haar gekwalificeerde meerderheid  (60%) in de Senaat kwijt.
Ook elders werden Tea Party-kandidaten verkozen, waarbij niet alleen Democraten maar ook meer gematigde Republikeinen het doelwit waren van de Tea Party-kandidaten. In Alaska bijvoorbeeld versloeg de relatief onbekende Joe Miller de zittende senator Lisa Murkowski in een voorverkiezing voor de Republikeinse nominatie voor een nieuwe senaatstermijn. In Delaware versloeg de marketingconsultant Christine O’Donnell de republikeinse partijkandidaat Mike Castle, een oudgediende.
Republikeinse Congresleden die sympathiseren met de Tea Party Beweging vormen een informele subfractie, de Freedom Caucus. Deze telde in het Congres van 2016-2018 zo'n dertig leden. Hun verzet tegen de door president Trump voorgestelde wet op de gezondheidsverzekering leidde ertoe dat deze zijn wet introk, waardoor Obamacare voorlopig intact bleef.

## Nederlandse Tea Party
Op 29 mei 2010 werd in Nederland de eerste Tea Party gehouden op het Plein in Den Haag. De sprekers waren Richard Schneider (organisatie), Tweede Kamerleden Hero Brinkman (PVV), Anne Mulder (VVD) en Eddy Bilder (CDA), de voorzitter van de Libertarische Partij Toine Manders, Eline van den Broek (voormalig voorzitter van Libertas) en Bart Jan Spruyt. De Stichting Dutch Tea Party – die opereerde vanuit drie kernwaarden (minder betutteling, minder bemoeienis, minder belastingdruk) – kondigde aan vanaf 2011 jaarlijks een belastingbevrijdingsdag en andere evenementen te zullen organiseren, leidde sinds november 2010 een slapend bestaan en is inmiddels opgeheven.

## Kritiek

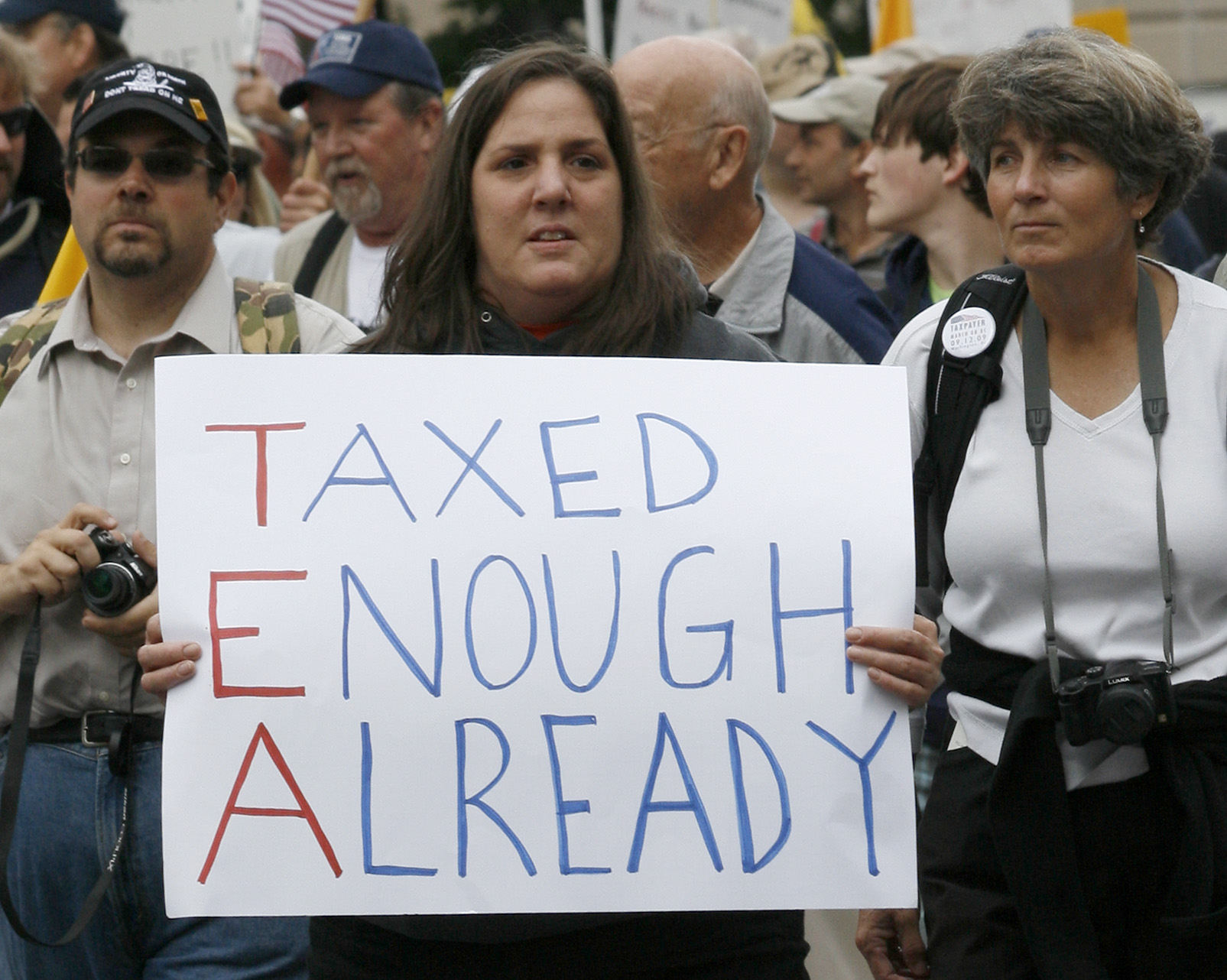
Affiche tijdens een Tea Party bijeenkomst

Er is vanuit zowel het Democratische als het Republikeinse kamp kritiek op de Tea Party-beweging. Nancy Pelosi, de Democratische voorzitter van het Huis van Afgevaardigden, noemde de beweging "astroturfing van enkele van de vermogendste mensen in Amerika om de focus op belastingverlagingen voor de rijken te houden in plaats van voor de grote middenklasse", verwijzend naar het in haar ogen kunstmatige karakter van de beweging en een aantal belangrijke financiers ervan.